# Tridactyle
Ne doit pas être confondu avec tridactylie.
Genre
Tridactyle  Schltr. est un genre d'Orchidées.
Les espèces sont trouvées en Afrique continentale.

## Liste d'espèces
Selon Catalogue of Life (17 décembre 2017) :
- Tridactyle anthomaniaca (Rchb.f.) Summerh.
- Tridactyle armeniaca (Lindl.) Schltr.
- Tridactyle aurantiopunctata P.J.Cribb & Stévart
- Tridactyle bicaudata (Lindl.) Schltr.
- Tridactyle brevicalcarata Summerh.
- Tridactyle brevifolia Mansf.
- Tridactyle citrina P.J.Cribb
- Tridactyle crassifolia Summerh.
- Tridactyle cruciformis Summerh.
- Tridactyle eggelingii Summerh.
- Tridactyle exellii P.J.Cribb & Stévart
- Tridactyle filifolia (Schltr.) Schltr.
- Tridactyle fimbriatipetala (De Wild.) Schltr.
- Tridactyle flabellata P.J.Cribb
- Tridactyle furcistipes Summerh.
- Tridactyle fusifera Mansf.
- Tridactyle gentilii (De Wild.) Schltr.
- Tridactyle hurungweensis Fibeck
- Tridactyle inaequilonga (De Wild.) Schltr.
- Tridactyle inflata Summerh.
- Tridactyle lagosensis (Rolfe) Schltr.
- Tridactyle latifolia Summerh.
- Tridactyle laurentii (De Wild.) Schltr.
- Tridactyle lisowskii (Szlach.) Szlach. & Olszewski
- Tridactyle minuta P.J.Cribb
- Tridactyle minutifolia Stévart & Haijere
- Tridactyle muriculata (Rendle) Schltr.
- Tridactyle nalaensis (De Wild.) Schltr.
- Tridactyle nanne-ritzkae Eb.Fisch., Killmann, J.-P.Lebel & Delep.
- Tridactyle nigrescens Summerh.
- Tridactyle oblongifolia Summerh.
- Tridactyle pentalobata P.J.Cribb & Stévart
- Tridactyle phaeocephala Summerh.
- Tridactyle sarcodantha Mansf.
- Tridactyle scottellii (Rendle) Schltr.
- Tridactyle stevartiana Geerinck
- Tridactyle stipulata (De Wild.) Schltr.
- Tridactyle tanneri P.J.Cribb
- Tridactyle thomensis P.J.Cribb & Stévart
- Tridactyle translucens Summerh.
- Tridactyle tricuspis (Bolus) Schltr.
- Tridactyle tridactylites (Rolfe) Schltr.
- Tridactyle tridentata (Harv.) Schltr.
- Tridactyle trimikeorum Dare
- Tridactyle truncatiloba Summerh.
- Tridactyle unguiculata Mansf.
- Tridactyle vanderlaaniana Geerinck
- Tridactyle verrucosa P.J.Cribb
- Tridactyle virginea P.J.Cribb & la Croix
- Tridactyle virgula (Kraenzl.) Schltr.

Selon Tropicos (17 décembre 2017) (Attention liste brute contenant possiblement des synonymes) :
- Tridactyle acuto-emarginata (De Wild.) Schltr.
- Tridactyle anthomaniaca (Rchb. f.) Summerh.
- Tridactyle armeniaca (Lindl.) Schltr.
- Tridactyle aurantiopunctata P.J. Cribb & Stévart
- Tridactyle bicaudata (Lindl.) Schltr.
- Tridactyle bolusii (Rolfe) Schltr.
- Tridactyle brevicalcarata Summerh.
- Tridactyle brevifolia Mansf.
- Tridactyle citrina P.J. Cribb
- Tridactyle clavata (Summerh.) R.Rice
- Tridactyle crassifolia Summerh.
- Tridactyle cruciformis Summerh.
- Tridactyle eggelingii Summerh.
- Tridactyle erecto-calcarata (De Wild.) Schltr.
- Tridactyle exellii P.J. Cribb & Stévart
- Tridactyle filifolia (Schltr.) Schltr.
- Tridactyle filiformis (Kraenzl.) Schltr.
- Tridactyle fimbriata (Rendle) Schltr.
- Tridactyle fimbriatipetala (De Wild.) Schltr.
- Tridactyle fimbripetala (De Wild.) Schltr.
- Tridactyle flabellata P.J. Cribb
- Tridactyle fragrans G. Williamson
- Tridactyle frommiana (Kraenzl.) Schltr.
- Tridactyle furcistipes Summerh.
- Tridactyle fusifera Mansf.
- Tridactyle gabonensis (P.J. Cribb & Laan) R.Rice
- Tridactyle gentilii (De Wild.) Schltr.
- Tridactyle goetzeana (Kraenzl.) Schltr.
- Tridactyle inaequilonga (De Wild.) Schltr.
- Tridactyle inflata Summerh.
- Tridactyle kindtiana (De Wild.) Schltr.
- Tridactyle lagosensis (Rolfe) Schltr.
- Tridactyle latifolia Summerh.
- Tridactyle laurentii (De Wild.) Schltr.
- Tridactyle ledermanniana (Kraenzl.) Schltr.
- Tridactyle lepidota (Rchb. f.) Schltr.
- Tridactyle ligulifolia (Summerh.) R.Rice
- Tridactyle linearifolia (De Wild.) Schltr.
- Tridactyle lisowskii (Szlach.) Szlach. & Olszewski
- Tridactyle minuta P.J. Cribb
- Tridactyle minutifolia Stévart & D'Haijere
- Tridactyle muriculata (Rendle) Schltr.
- Tridactyle nalaensis (De Wild.) Schltr.
- Tridactyle nigrescens Summerh.
- Tridactyle nyassana Schltr.
- Tridactyle oblongifolia Summerh.
- Tridactyle pentalobata P.J. Cribb & Stévart
- Tridactyle phaeocephala Summerh.
- Tridactyle polychista Schltr. ex Mansf.
- Tridactyle pulchella Schltr.
- Tridactyle rhodesiana (Rendle) Schltr.
- Tridactyle sarcodantha Mansf.
- Tridactyle schumanni (Kraenzl.) Summerh.
- Tridactyle scottellii (Rendle) Schltr.
- Tridactyle stevartiana Geerinck
- Tridactyle stipulata (Frapp.) Schltr.
- Tridactyle tanneri P.J. Cribb
- Tridactyle teretifolia Schltr.
- Tridactyle thomensis P.J. Cribb & Stévart
- Tridactyle trachyrhiza (Schltr.) Schltr.
- Tridactyle trachyrrhiza (Schltr.) Schltr.
- Tridactyle translucens Summerh.
- Tridactyle tricuspis (Bolus) Schltr.
- Tridactyle tridactylites (Rolfe) Schltr.
- Tridactyle tridentata (Harv.) Schltr.
- Tridactyle trimikeorum Dare
- Tridactyle truncatiloba Summerh.
- Tridactyle unguiculata Mansf.
- Tridactyle vanderlaaniana Geerinck
- Tridactyle verrucosa P.J. Cribb
- Tridactyle virginea P.J. Cribb & la Croix
- Tridactyle virgula (Kraenzl.) Schltr.
- Tridactyle wakefieldii (Rolfe) Summerh.
- Tridactyle whitfieldii (Rendle) Schltr.